# Forles
Forles é uma povoação portuguesa do Município de Sátão que foi sede da extinta Freguesia de Forles, freguesia que tinha 6,67 km² de área e 65 habitantes (2011), e, por isso, uma densidade populacional de 9,7 hab/km².
Em 2013, a Freguesia de Forles foi extinta e agregada à Freguesia de Águas Boas, criando-se a União das Freguesias de Águas Boas e Forles.
Situada na parte mais alta e a norte do Município, já a confinar com as terras do Alto Paiva, fica perto do rio Paiva a uma distância de 23 km da sede do Município.
Forles foi uma freguesia antiquíssima e que desde sempre viveu do sector agrícola, oferecendo uma paisagem caracteristicamente rural e onde o tempo parece não ter passado, cheia de riqueza histórica e patrimonial, com é exemplo a sua Igreja que remonta aos finais do século XVII, princípios do século XVIII, dotada de boas tribunas e talha dourada, a Igreja Paroquial é de campanário e granito aparelhado, recheada de imagens de valor reconhecido, possui ainda um cruzeiro, um chafariz do Rossio – Chãozinho, Casa Solarenga e foi uma freguesia onde o traço das fachadas das casas e toda a sua paisagem envolvente nos transporta ao século XVII.

## População
| População da freguesia de Forles | População da freguesia de Forles | População da freguesia de Forles | População da freguesia de Forles | População da freguesia de Forles | População da freguesia de Forles | População da freguesia de Forles | População da freguesia de Forles | População da freguesia de Forles | População da freguesia de Forles | População da freguesia de Forles | População da freguesia de Forles | População da freguesia de Forles | População da freguesia de Forles | População da freguesia de Forles |
| -------------------------------- | -------------------------------- | -------------------------------- | -------------------------------- | -------------------------------- | -------------------------------- | -------------------------------- | -------------------------------- | -------------------------------- | -------------------------------- | -------------------------------- | -------------------------------- | -------------------------------- | -------------------------------- | -------------------------------- |
| 1864                             | 1878                             | 1890                             | 1900                             | 1911                             | 1920                             | 1930                             | 1940                             | 1950                             | 1960                             | 1970                             | 1981                             | 1991                             | 2001                             | 2011                             |
| 165                              | 191                              |                                  |                                  | 177                              | 208                              | 206                              | 208                              | 258                              | 203                              | 140                              | 139                              | 119                              | 93                               | 65                               |

Nos censos de 1890 e 1900 estava anexada à freguesia de Águas Boas
| Distribuição da População por Grupos Etários | Distribuição da População por Grupos Etários | Distribuição da População por Grupos Etários | Distribuição da População por Grupos Etários | Distribuição da População por Grupos Etários | Distribuição da População por Grupos Etários | Distribuição da População por Grupos Etários | Distribuição da População por Grupos Etários | Distribuição da População por Grupos Etários | Distribuição da População por Grupos Etários |
| -------------------------------------------- | -------------------------------------------- | -------------------------------------------- | -------------------------------------------- | -------------------------------------------- | -------------------------------------------- | -------------------------------------------- | -------------------------------------------- | -------------------------------------------- | -------------------------------------------- |
| Ano                                          | 0-14 Anos                                    | 15-24 Anos                                   | 25-64 Anos                                   | > 65 Anos                                    |                                              | 0-14 Anos                                    | 15-24 Anos                                   | 25-64 Anos                                   | > 65 Anos                                    |
| 2001                                         | 8                                            | 12                                           | 51                                           | 22                                           |                                              | 8,6%                                         | 12,9%                                        | 54,8%                                        | 23,7%                                        |
| 2011                                         | 3                                            | 6                                            | 29                                           | 27                                           |                                              | 4,6%                                         | 9,2%                                         | 44,6%                                        | 41,5%                                        |

Média do País no censo de 2001:  0/14 Anos-16,0%; 15/24 Anos-14,3%; 25/64 Anos-53,4%; 65 e mais Anos-16,4%
Média do País no censo de 2011:   0/14 Anos-14,9%; 15/24 Anos-10,9%; 25/64 Anos-55,2%; 65 e mais Anos-19,0%

## Festas e romarias
- 13 de Dezembro - Festa em honra de Santa Luzia